# Alfa Romeo MiTo
Alfa Romeo MiTo (робоча назва Тип 955) — люксовий компактний хетчбек, що виробляються компанією Alfa Romeo з 2008 року. Вперше представлений 19 червня 2008 року у Мілані. Міжнародний дебют відбувся у тому ж році на Автошою у Великій Британії. Продажі стартували на головних ринках у липні 2008. Основними конкурентами моделі є MINI та Audi A1. 
Автомобіль розроблений у Centro Stile Alfa Romeo. Alfa Romeo MiTo виробляється на базі Fiat Grande Punto (платформа Fiat/GM SCSS), а його дизайн витримано у стилі найшвидшої «Альфи» — Alfa Romeo 8C Competizione. Між 2008 та 2012 роками було побудовано орієнтовно 200 000 штук Alfa Romeo MiTo.

## Назва

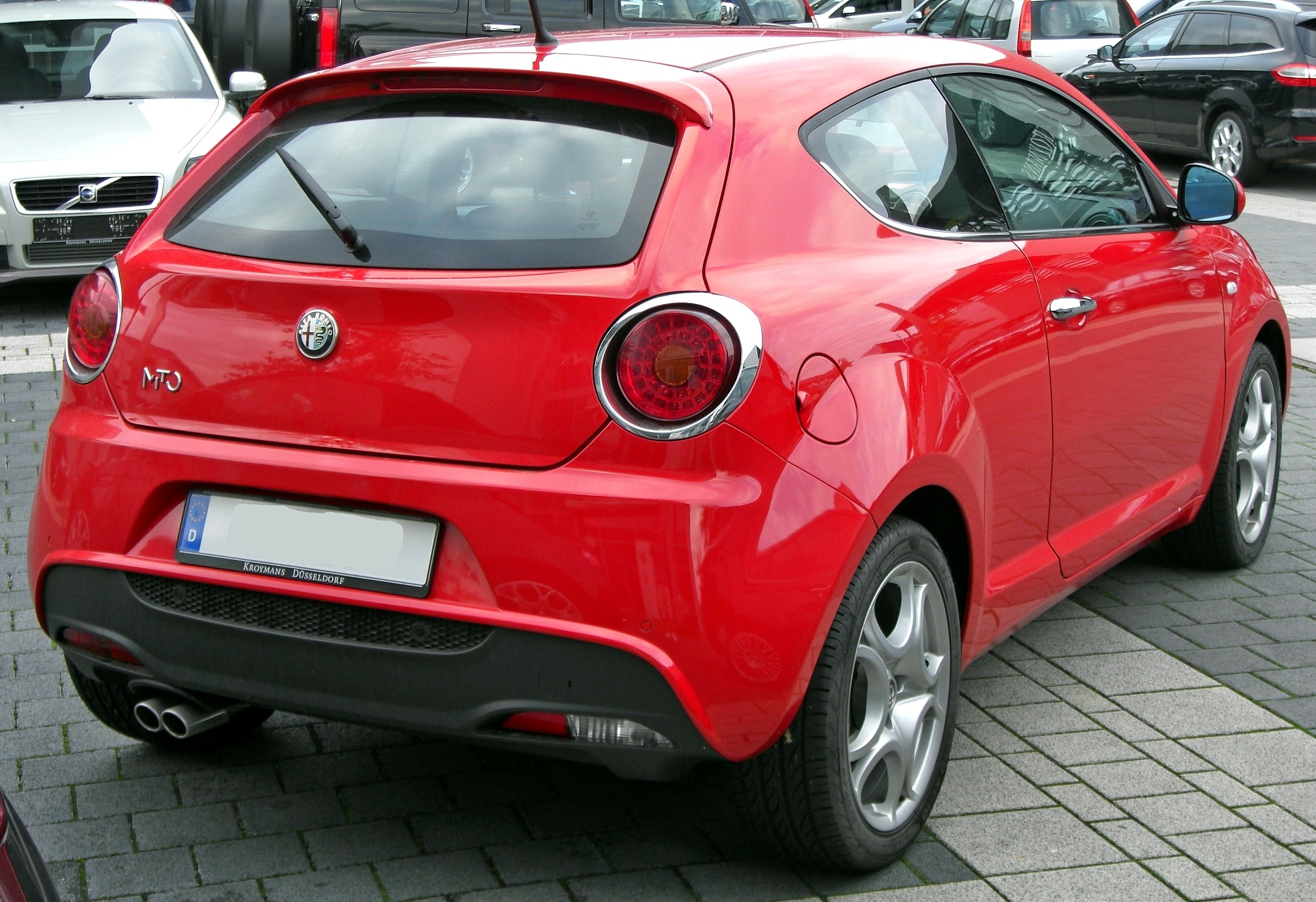
Alfa Romeo MiTo

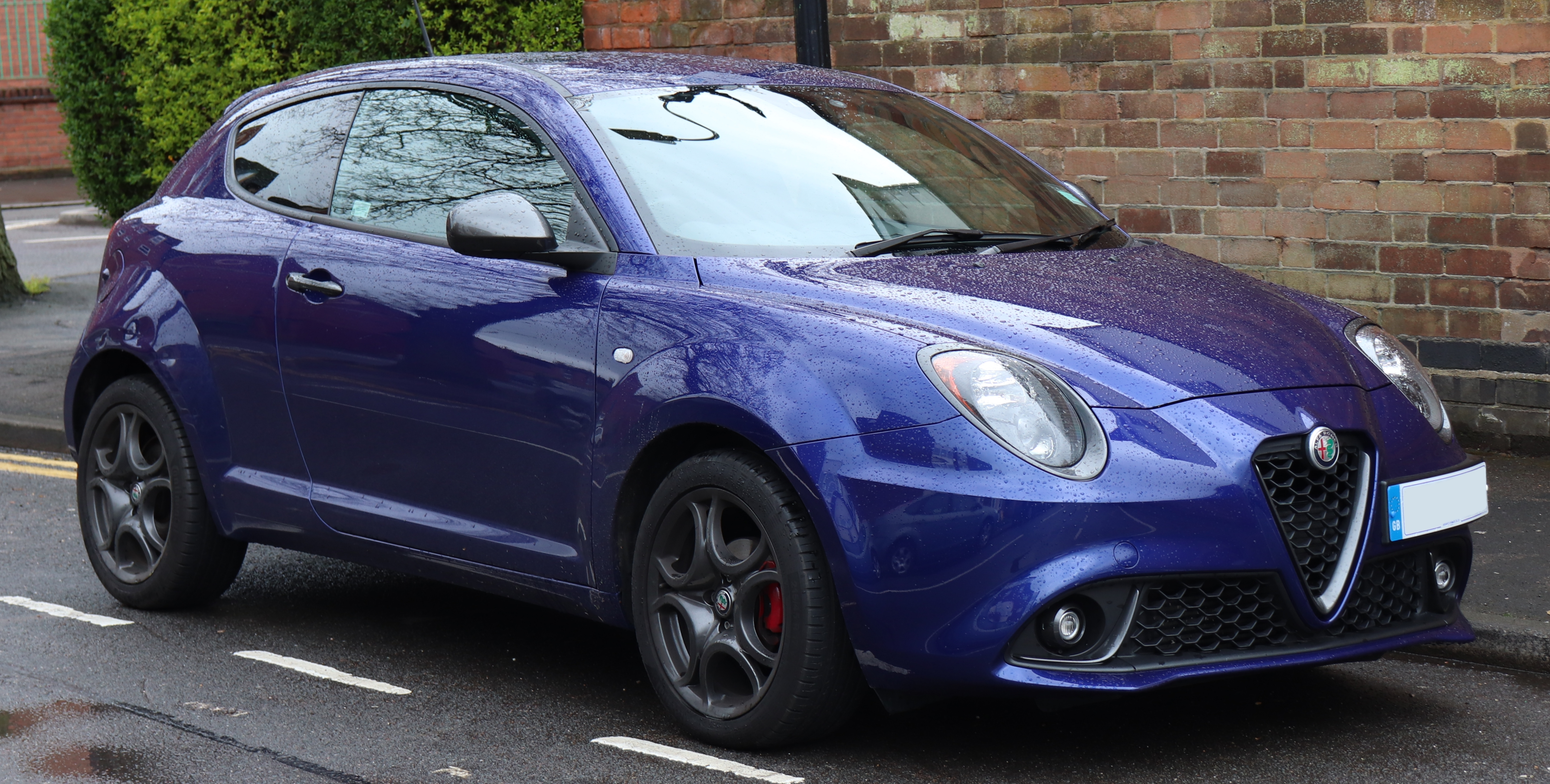
Alfa Romeo MiTo (2016-2018)

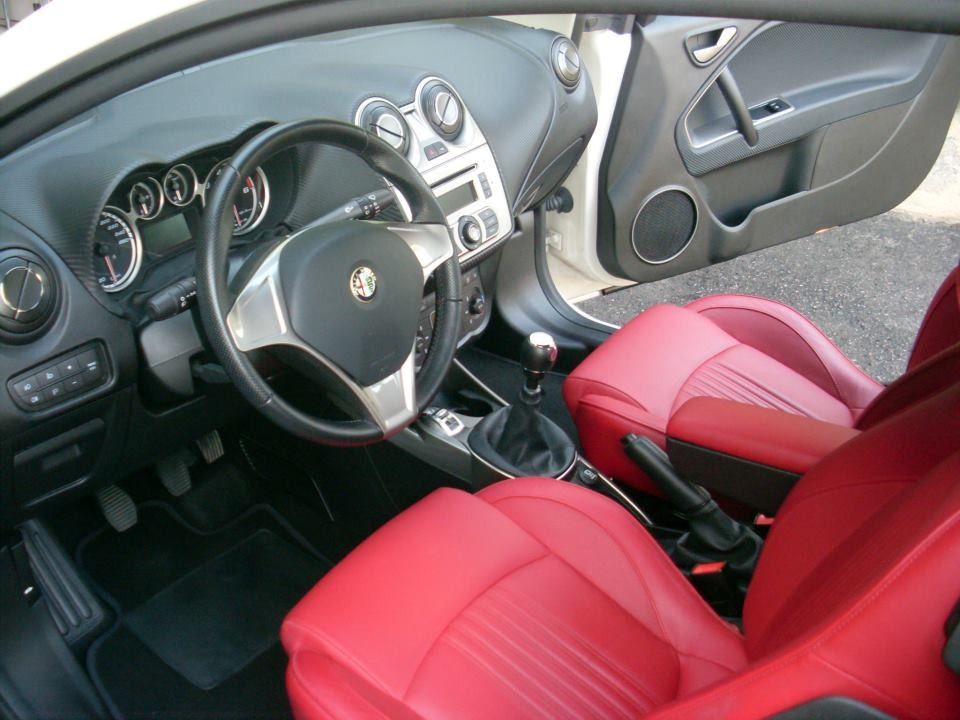

Першу назва моделі була «Junior». У 2007 році був анонсований конкурс на найкраще ім’я для нового авто. Переможець з кожної країни мав змогу виграти Alfa Romeo Spider чи велосипед від Alfa Romeo. Переможцем стало ім’я «Furiosa», яке перемогло у Італії, Франції, Німеччині та Великій Британії. Проте 14 березня 2008 року Alfa Romeo повідомила, що нова назва буде MiTo. Свою назву модель отримала в честь двох міст: Мілана (там була спроєктована модель) та Туріну (у цьому місці ця модель виробляється). Крім цього слово mito с італійської перекладається, як «мія, легенда».

## Комплектації
Alfa Romeo Mito доступний у трьох комплектаціях: Sprint, Distinctive та QV.
У базовій комплектації початкового рівня - Sprint - представлена система DNA, 16-дюймові литі диски, шкіряний чохол важеля перемикання передач, система клімат-контролю, тоновані задні вікна, інформаційно-розважальна система з сенсорним екраном, роз'єми USB і AUX, бортовий комп'ютер і рульове колесо з кнопками управління стереосистемою і Bluetooth-з'єднанням.
Комплектація середнього рівня - Distinctive - включає 17-дюймові литі диски, задні паркувальні сенсори, систему круїз-контролю, біле підсвічування основних циферблатів, функцію регулювання поперекової опори для передніх сидінь.
Моделі високого рівня - QV - оснащені 18-дюймовими дисками, спортивними сидіннями, шкіряним чохлом на рульове колесо і мають матове темне внутрішнє оздоблення.  

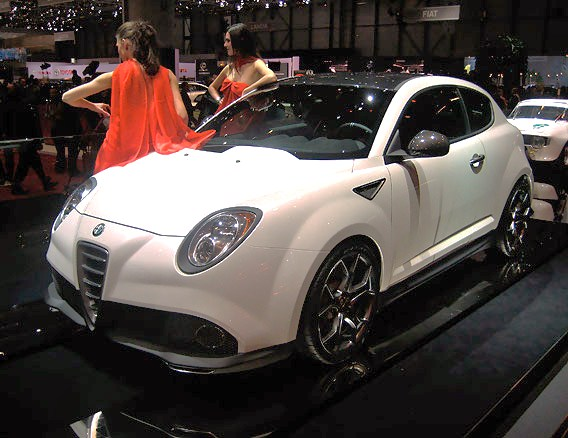
Alfa Romeo MiTo GTA

Версія Alfa Romeo MiTo GTA (Gran Turismo Alleggerita) була представлена у березні 2009 року на Женевському моторшоу. Представлена версія оснащувалась 1.75 літровим турбомотором з прямим вприском. Потужність — 237 кінські сили, максимальна швидкість 250 км/год, а розгін до сотні займав 5 секунд. Була зменшена вага завдяки використанню алюмінію та карбону. Проте модель так і не пішла у серію через світову економічну кризу.
Quadrifoglio Verde (укр. чотирилисна конюшина)  - версія MiTo, вперше представлена на Франкфуртському автосалоні 2009 року. Quadrifoglio Verde - це традиційно топова лінійка в модельному ряді від Alfa Romeo. Версія QV має новий 1,4 літровий Multiair двигун потужністю 170 к.с. (125 кВт), нову спеціально спроєктовану підвіску, рульове управління і нову 6-ступінчасту трансмісію C635, розроблену в Fiat Powertrain Technologies (FPT). Нова технологія multiair дозволяє утримувати витрата палива на рівні 6 літрів на 100 кілометрів в ЄС в комбінованому режимі, а рівень викиду CO2 - 139 г/км.

## Безпека
У 2008 році Alfa Romeo MiTo отримала 5 зірок за результатами незалежних краш-тестів Euro NCAP. У базовій комплектації автомобіль має 7 подушок безпеки.
| Захист дорослого: | 5/5 зірок |
| Захист дитини:    | 3/5 зірок |
| Захист пішохода:  | 2/4 зірки |

## Двигуни

### Бензинові
| Модель                  | Циліндри | Об'єм    | Потужність                     | Крутний момент                            | Максимальна швидкість | 0–100 км/год | Роки випуску    |
| ----------------------- | -------- | -------- | ------------------------------ | ----------------------------------------- | --------------------- | ------------ | --------------- |
| 0.9 8V TwinAir Turbo    | 2        | 875 cm³  | 62 kW (85 к.с.) bei 6000/min   | 145 Нм при 2000/min                       | 174 км/год            | 12,5 с       | з 05/2012       |
| 1.4 8V                  | 4        | 1368 cm³ | 51 kW (70 к.с.) bei 6000/min   | 115 Нм при 3000/min                       | 160 км/год            | 14,0 с       | з 05/2012       |
| 1.4 8V                  | 4        | 1368 cm³ | 58 kW (78 к.с.) bei 6000/min   | 115 Нм при 3250/min                       | 165 км/год            | 13,0 с       | з 04/2011       |
| 1.4 16V                 | 4        | 1368 cm³ | 58 kW (78 к.с.) bei 5750/min   | 120 Нм при 4000/min                       | 165 км/год            | 12,3 с       | 03/2009–04/2011 |
| 1.4 16V                 | 4        | 1368 cm³ | 70 kW (95 к.с.) bei 6000/min   | 125 Нм при 4500/min                       | 180 км/год            | 11,2 с       | 08/2008–04/2011 |
| 1.4 16V MultiAir        | 4        | 1368 cm³ | 77 kW (105 к.с.) bei 6500/min  | 130 Нм при 4000/min                       | 187 км/год            | 10,7 с       | з 04/2011       |
| 1.4 TB 16V              | 4        | 1368 cm³ | 88 kW (120 к.с.) bei 5000/min  | 206 Нм при 1750/min                       | 198 км/год            | 8,8 с        | 01/2009–09/2009 |
| 1.4 TB 16V MultiAir     | 4        | 1368 cm³ | 99 kW (135 к.с.) bei 5000/min  | 190 Нм при 4250/min (206 Нм при 1750/min) | 207 км/год            | 8,4 с        | з 09/2009       |
| 1.4 TB 16V MultiAir TCT | 4        | 1368 cm³ | 99 kW (135 к.с.) bei 5000/min  | 190 Нм при 4250/min (230 Нм при 1750/min) | 207 км/год            | 8,2 с        | з 07/2010       |
| 1.4 TB 16V              | 4        | 1368 cm³ | 114 kW (155 к.с.) bei 5500/min | 201 Нм при 5000/min (230 Нм при 3000/min) | 215 км/год            | 8,0 с        | 08/2008–10/2010 |
| 1.4 TB 16V MultiAir     | 4        | 1368 cm³ | 125 kW (170 к.с.) bei 5500/min | 230 Нм при 2250/min (250 Нм при 2500/min) | 219 км/год            | 7,5 с        | з 11/2009       |

TCT = Doppelkupplungsgetriebe (Twin Cluch Technology)

### Дизельні
| Модель            | Циліндри | Об'єм    | Потужність                    | Крутний момент                            | Максимальна швидкість | 0–100 км/год | Роки випуску    |
| ----------------- | -------- | -------- | ----------------------------- | ----------------------------------------- | --------------------- | ------------ | --------------- |
| 1.3 JTDM 16V Eco² | 4        | 1248 см³ | 62 kW (85 к.с.) bei 3500/min  | 200 Нм при 1500/min                       | 174 км/год            | 12,9 с       | з 05/2012       |
| 1.3 JTDM 16V      | 4        | 1248 см³ | 66 kW (90 к.с.) bei 4000/min  | 200 Нм при 2000/min                       | 178 км/год            | 12,0 с       | 01/2009–11/2009 |
| 1.3 JTDM 16V      | 4        | 1248 см³ | 70 kW (95 к.с.) bei 4000/min  | 180 Нм при 1500/min (200 Нм при 2000/min) | 180 км/год            | 11,6 с       | з 11/2009       |
| 1.6 JTDM 16V      | 4        | 1598 см³ | 88 kW (120 к.с.) bei 3750/min | 280 Нм при 1500/min (320 Нм при 1750/min) | 198 км/год            | 9,8 с        | з 08/2008       |

## Продажі
| рік  | Європа |
| 2008 | 13,282 |
| 2009 | 62,122 |
| 2010 | 51,994 |
| 2011 | 40,425 |
| 2012 | 25,173 |
| 2013 | 17,884 |
| 2014 | 16,950 |
| 2015 | 13,839 |
| 2016 | 12,944 |
| 2017 | 11,367 |
| 2018 | 9.198  |